# Korošec
Korošec je šestnajsti najbolj pogost priimek v Sloveniji, ki ga je po podatkih Statističnega urada Republike Slovenije na dan 1. januarja 2010 uporabljalo 3.297 oseb.

## Znani slovenski nosilci priimka
- Anton Korošec (1872—1940), duhovnik in politik
- Anton Korošec (1868—19??), veterinar
- Blaž N. Korošec (1921—?), zdravnik radiolog v ZDA
- Bojan Korošec (*1951), zdravnik in politik
- Bojana Korošec (*1957), ekonomistka
- Borut Korošec (*1968), kipar in likovni pedagog
- Boštjan Korošec, pevec različnih žanrov in profesor petja
- Branko Korošec (1927—1999), dokumentalist, zgodovinar kartografije, publicist
- Damjan Korošec (*1968), pravnik, univ. prof.
- Darko Korošec, izdelovalec (slovenskih in tujih) ljudskih glasbil (Višnja Gora)
- Darko Korošec (*1957), metalurg??
- Drago Korošec (1911—1991), zborovodja, skladatelj
- Evgenija Kegl Korošec (1931—2022), županja Bohinja
- Frančišek Sal. Korošec (1861—1934), salezijanec, duhovnik, kanonik
- Franko Korošec (*1963), igralec, komik
- Gorazd Korošec (*196#), filozof
- Hajdi Korošec (*1979), pop-pevka, podjetnica
- Igor Korošec  (*1972), igralec, retorik, režiser (22 let živel v tujini - Los Angeles)
- Irena Korošec (*1962), slovensko-kanadska slikarka
- Ivan Korošec (1913—1942), pravnik, pesnik, partizan
- Ivan Korošec (1924—2015), pesnik, pisatelj in publicist, domobranec
- Ivanka Korošec (*1947?), planinska publicistka in pisateljica
- Janez Korošec, slikar samouk, taboriščnik
- Janez Korošec (1924—2015), politični in društveni delavec
- Janez Korošec (1941—2013), novinar, urednik; tabornik?
- Janja Korošec Žižek (1920—1988), pevka, igralka, glasbena pedagoginja
- Josip Korošec (1909—1966), arheolog, univerzitetni profesor
- Josip Korošec - Nini (*1941), restavrator, slikar
- Joško Korošec (1858—po 1933), sokol, podpornik in znanec Karađorđevićev
- Jože Korošec (1930—2013), agronom, univerzitetni profesor
- Kaja Korošec (2001), nogometašica
- Katja Korošec (*1993), plesalka, pevka
- Ladko Korošec (1920—1995), operni in koncertni pevec (bas-buffo)
- Ladko Korošec ml. (1946—2009), farmakolog
- Lovro Korošec (1924—2010), partizanski poveljnik, polkovnik JLA, doc.
- Luka Korošec, rudar iz Gorjuš, gorski vodnik, eden od prvopristopnikov na Triglav
- Marijan Korošec (1939—2024), trobentar, skladatelj, glasbeni pedagog
- Marjan Korošec (*1961), strojnik
- Marjeta Korošec Delcoutre (*1944), violinistka
- Marko Korošec (1906—1960), zdravnik travmatolog, kirurg
- Marko Korošec, ljubiteljski meteorolog in fotograf (neviht...)
- Melita Koletnik Korošec, prof. UM (prevajalstvo in tolmačenje)
- Miha Korošec (*1991), nogometaš
- Miroslava Geč-Korošec (1939—2002), pravnica, univ. profesorica, ustavna sodnica
- Mojca Korošec (*1973), živilska tehnologinja (BF UL)
- Paola Korošec (1913—2006), arheologinja
- Paola Korošec (*1969), kiparka
- Peter Korošec (*1977), molekularni biolog, medicinski genetik (Golnik), prof. MF
- Primož Korošec, fotograf
- Robert Korošec (*1990), igralec
- Rok Korošec (*1993), kolesar
- Romana Cerc Korošec (*1968), kemičarka, univ. prof.
- Sara Korošec-Muzikačaka, elektronska glasbenica
- Slavko Korošec (1902—1967), flavtist, glasbeni pedagog
- Štefan Korošec (1938—2014), vojaški pilot, psiholog, ekonomist, politik, diplomat
- Robert Korošec, igralec
- Tamara Korošec, agronomka
- Tina Korošec, fagotistka
- Tomo Korošec (1938—2022), jezikoslovec slovenist, stilist, terminolog, univerzitetni profesor
- Tone Korošec (1917—1998), planinec, alpinist
- Valerija Korošec (*1966), sociologinja
- Vekoslav Korošec (1896—1984), baptistični pastor, žrtev montiranega procesa
- Vekoslav Korošec (1914—1992), elektrotehnik, elektroenergetik
- Viktor Korošec (1899—1985), pravni zgodovinar, orientalist (arheolog, filolog), univ. profesor, akademik
- Vladimir Korošec (1920—1975), gozdar
- Vladimir Korošec (*1955), geograf, ravnatelj/kmetijski šolnik, raziskovalec
- Zora Korošec-Koruza (*1949), agronomka

## Znani tuji nosilci priimka
- Mira (Marija) Korošec (1880—1963), hrvaška pevka sopranistka
- Vilim Korošec (1928—1991), hrvaški gradbenik in univ. profesor